# Rotterdami Erasmus Egyetem
A Rotterdami Erasmus Egyetem (rövidítve EUR, hollandul: Erasmus Universiteit Rotterdam, angolul: Erasmus University Rotterdam) állami egyetem a hollandiai Rotterdam kikötővárosban. Nevét a XV. századi humanista tudós-teológusról, Rotterdami Erasmusról kapta. Az egyetem két campuson, négy fő tudományterületen és hét karon nyújt képzéseket:
- egészség: az Erasmus MC (az Erasmus Kórház és a Gyógyszerész- és Egészségtudományi Kar);
- gazdaság: az Erasmus Közgazdaságtudományi Iskola és a Rotterdam Menedzsmentiskola;
- államigazgatás: az Erasmus Jogtudományi Iskola és a Társadalomtudományi Kar;
- kultúra: az Erasmus Történelem-, Kultúra- és Kommunikációtudományi Iskola és a Filozófiai Kar.

Az Erasmus MC az ország legnagyobb és legjelentősebb kutató- és sürgősségi kórháza, míg az egyetem közgazdaságtudományi és gazdálkodástudományi karai Európa-szerte ismertek. Rendszeresen előkelő helyen szerepel a Financial Times legjobb európai üzleti iskolákat rangsoroló listáján, míg a Times Higher Education listáján 2015-ben Európában a 20., nemzetközileg a 72. legjobb egyetem volt.

## Fordítás
Ez a szócikk részben vagy egészben  az   Erasmus University Rotterdam című angol Wikipédia-szócikk ezen változatának fordításán alapul.  Az eredeti cikk szerkesztőit annak laptörténete sorolja fel. Ez a jelzés csupán a megfogalmazás eredetét és a szerzői jogokat jelzi, nem szolgál a cikkben szereplő információk forrásmegjelöléseként.